# Skee-Lo

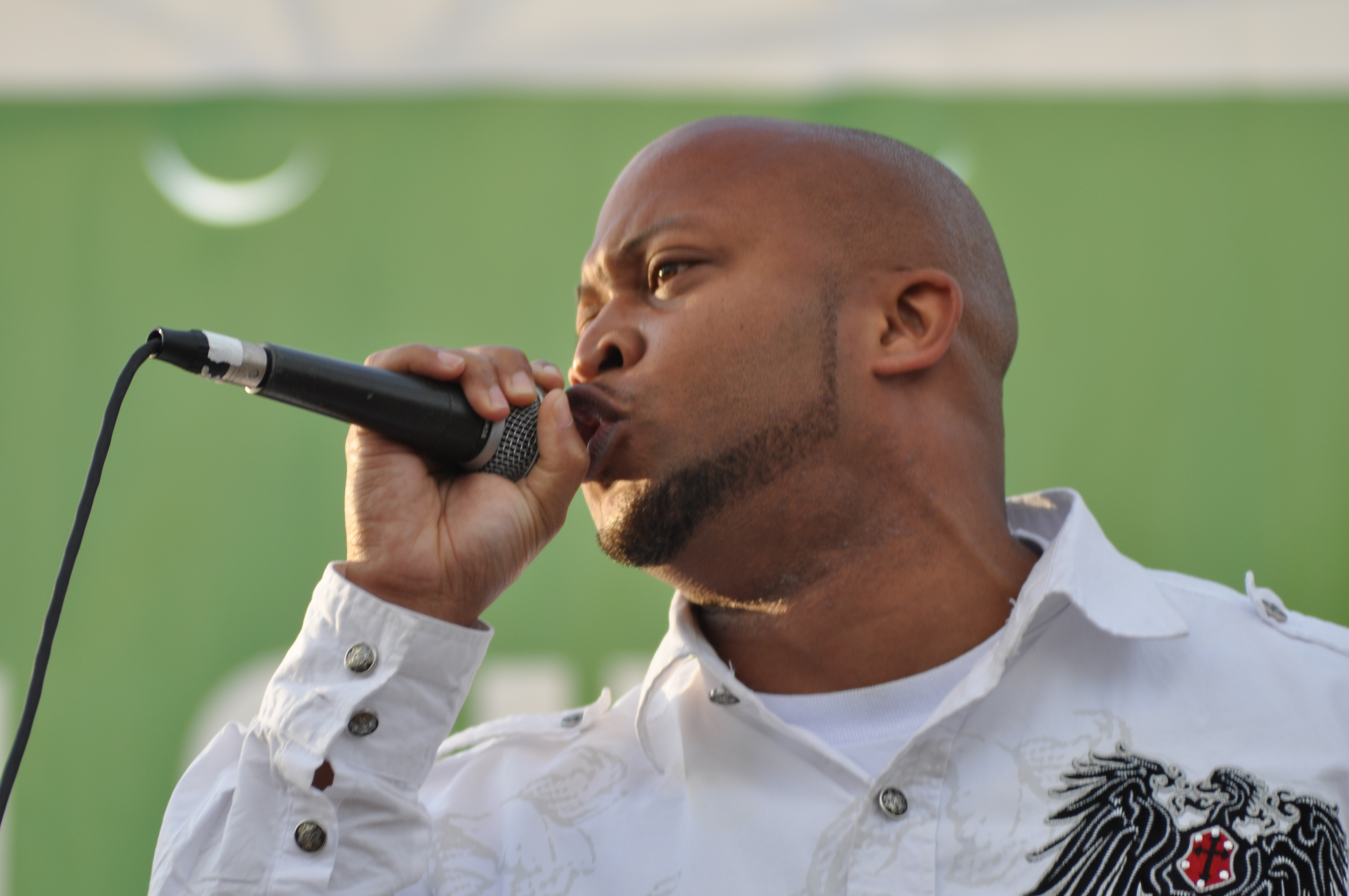
Skee-Lo, 2010

Skee-Lo (nacido como Antoine Roundtree) es un rapero estadounidense nacido en Poughkeepsie, Nueva York, aunque creció en Riverside, California. Es conocido por su éxito pop-rap "I Wish", que llegó al #13 del Billboard Hot 100. Su sencillo y su álbum I Wish consiguieron el certificado de oro por la RIAA en 1995.

## Discografía
- I Wish (1995)
- I Can't Stop (2000)